# Давидюк Дмитро Григорович
Давидюк Дмитро Григорович (нар. 12 січня 1940, с. Баламутівка, Ружинський район, Житомирська область) — український поет і перекладач. Член Національної спілки письменників України (1966).

## Біографія
Дмитро Давидюк народився 12 січня 1940 року в селі Баламутівка (нині — Заріччя, Бердичівського району). 1966 року закінчив Київський університет.

### Кар'єра
Твори письменника друкуються з 1958 року. Працював у Києві у Центральному державному історичному архіві у 1966-1967 роках, редактором видавництва «Молодь» у 1967-1978 роках, секретарем «Зірка» у 1978-1979 роках.

## Творчість
Дмитро Григорович Давидюк є автором патріотичних віршів, а також про красу світу та людину-творця. Перекладає з російської, білоруської та молдовської мов.

### Збірки
- «Блискавка серця» (1967, Київ)
- «Березові райдуги» (1972, Київ)
- «Очима травня» (1975, Київ)